# التدخين في الاكوادور
يعدّ التدخين في الإكوادور أكثر شيوعًا بين الرجال والشباب.  ووفقا لدراسة أجريت عام 2004، فإن 49.4% من الرجال و13.1% من النساء يدخنون. يرغب أكثر من نصف المدخنين في الإكوادور في الإقلاع عن التدخين.  تخطط حكومة الإكوادور للحد من التدخين السلبي في الأماكن العامة بحلول عام 2012.  تضم صناعة التبغ في الإكوادور اللاعبين الرئيسيين لشركة تاباكاليرا أندينا إس إي (وهي شركة تابعة لشركة فيليب موريس إنترناشيونال ) وشركة بريتش أميريكان توباكو (أمريكا الجنوبية) المحدودة  ومن المتوقع أن ينخفض معدل التدخين مع قيام الحكومة بسن القوانين وزيادة وعي الجمهور بمخاطر التدخين.  التدخين أمر شائع في الحانات ونوادي الرقص، ولكن يتم احترام علامات عدم التدخين في المطاعم في كيتو بشكل عام.
وفي عام 2006، اعتمدت الإكوادور اتفاقية منظمة الصحة العالمية الإطارية بشأن مكافحة التبغ، مع التركيز على توفير بيئات خالية من التدخين، وإصلاحات ترويج التبغ وتسويقه، وتغليف المنتجات ووضع العلامات عليها، وخطط واضحة لسن قوانين لتشجيع الإقلاع عن التبغ. 
في عام 2011، اعتمد البرلمان الإكوادوري مشروع قانون مكافحة التبغ وتنظيمه لفرض لوائح صارمة بشأن ترويج منتجات التبغ وتسويقها.  كما تضمن حظر التدخين في الأماكن العامة المغلقة وأماكن العمل والأحداث الرياضية والمرافق الصحية والمؤسسات التعليمية ووسائل النقل العام. كما تم حظر المبيعات من آلات البيع أو البيع للقاصرين. يجب أن تغطي التحذيرات المصورة حول العواقب الصحية لتعاطي التبغ ما لا يقل عن 60% من عبوة المنتج.  وفي وقت لاحق من العام، رفعت الحكومة الضرائب على التبغ، لتصبح الدولة ذات أعلى معدل في أمريكا اللاتينية. 

## أنظر أيضا
- الصحة في الاكوادور